# Crocidophora coloratalis
Crocidophora coloratalis là một loài bướm đêm trong họ Crambidae.